# 溫柔的忘卻
《溫柔的忘卻》（日语：優しい忘却）是茅原實里第8張單曲。於2010年2月24日由GloryHeaven和Sony Music Distribution發行。

## 概要
- 2009年12月23日發售的單曲《PRECIOUS ONE》和2010年2月17日預定發售的專輯《Sing All Love》，以及本作的初回限定盤内附帶了各式抽獎券。在收集抽獎券的系列活動中當選的人將獲邀參加特别活動，也就是《茅原實里的radio minorhythm》的節目公開錄音。
- 本作的PV及照片都是在兵庫縣立西宮北高等學校（日语：兵庫県立西宮北高等学校）撮影的。[1]

## 收錄曲
1. 溫柔的忘卻
  - 作詞：畑亞貴，作曲：伊藤真澄，歌詞原案：谷川流
  - 電影《涼宮春日的消失》主題歌。
2. 溫柔的忘卻 -sonority-
  - 作詞：畑亞貴，作曲：伊藤真澄，歌詞原案：谷川流
  - 為阿卡貝拉版本。實際上也是電影《涼宮春日的消失》使用的版本，但主題曲的樂曲名只標示《溫柔的忘卻》。
3. 溫柔的忘卻 -sincerity-
  - 作詞：畑亞貴，作曲、編曲：伊藤真澄，歌詞原案：谷川流
  - 由伊籐真澄改編的版本。
4. 溫柔的忘卻〜某一天的夢（優しい忘却〜或る日の夢）
  - 作曲、編曲：伊藤真澄
  - 無人聲版本。

## 脚注
1. ↑  「2010-01-06 茅原實里blog 『創造了很多美好的回憶〜!』[永久]」

## 相關項目
- 涼宮春日的消失
- 茅原實里

## 外部連結
- （日語） 官方網站 （页面存档备份，存于）
- （日語） 涼宮春日的消失・京都動畫 （页面存档备份，存于）
- 劇場版『涼宮ハルヒの消失』テーマソング「優しい忘却」／茅原実里　PV （页面存档备份，存于）